# Keleti királygébics
A keleti királygébics (Tyrannus tyrannus) a madarak (Aves) osztályának verébalakúak (Passeriformes) rendjébe, ezen belül a királygébicsfélék (Tyrannidae) családjába tartozó faj.

## Rendszerezése
A fajt Carl von Linné svéd természettudós írta le 1758-ban, a Lanius nembe Lanius tyrannus néven.

## Előfordulása
A keleti királygébics nyáron Kanada déli részétől Floridáig, a Mexikói-öböl partjai mentén a texasi partokig, illetve Új-Mexikó északi részéig költ. A telet Mexikó déli területein, illetve Dél-Amerika északi, északnyugati részén tölti. Az egyik leggyakoribb faj a királygébicsfélék között.
Természetes élőhelyei a tűlevelű erdők, mérsékelt övi erdők, szubtrópusi vagy trópusi síkvidéki és hegyi esőerdők, cserjések, folyók és patakok környékén, valamint legelők, szántóföldek, vidéki kertek és városias régiók. Vonuló faj.

## Megjelenése
Testhossza 23 centiméter, szárnyfesztávolsága 33–38 centiméter, testtömege pedig 33–55 gramm. Hátoldala fekete, farka végén fehér szalag fut. Melle halványszürke. A feje fekete, a torka fehér. A fejtetőn lévő cinóbervörös csík csak akkor villan fel, amikor a madár izgalmában felborzolja vörös tollát. A csőr töve széles és lapított, a sarkában fekete szőrszálak ülnek.
|  |  |

## Életmódja
Tápláléka főként rovarokból áll, ősszel bogyókat is fogyaszt. Területét elszántan védelmezi, úgy a más madaraktól, mint a saját fajtársaitól egyaránt. A költési időszakban párban él, a téli vonulás során közös szállásokon tölti az éjszakát.

## Szaporodása
Az ivarérettséget egyéves korban éri el. A költési időszak tavasszal van. A fészekalj 3-4 halványrózsaszínes-fehér, vörhenyesen pettyezett tojásból áll. A tojásokon a tojó 16-20 napig kotlik, eközben a hím védelmezi a fészket és a tojót. Mindkét szülő eteti a fiókákat. A fiatal madarak két-három hét után repülnek ki, de még néhány hétig a szülők etetik őket.
|  |  |

## Természetvédelmi helyzete
Az elterjedési területe rendkívül nagy, egyedszáma viszont csökkenő, de még nem éri el a kritikus szintet. A Természetvédelmi Világszövetség Vörös listáján nem fenyegetett fajként szerepel.